# Madison Ivy
Madison Ivy (Aschheim, 14 juni 1989) is een Duitse-Amerikaanse pornoactrice en erotisch danseres. Sinds 2008 is ze actief in de porno-industrie.

## Persoonlijk leven
Madison Ivy werd geboren in Duitsland, maar ze groeide op in Texas. Als puber verhuisde ze naar Sacramento in Californië. Hier werkte ze in enkele fastfoodrestaurants. Naast pornoactrice is ze ook personal trainer en geeft ze yogalessen.

## Carrière
Ivy begon in 2008 met haar carrière. Ze werd ontdekt als danseres in een stripclub. Vervolgens ontmoette ze de pornoactrice Aurora Snow, die de nodige contacten had in de sector om van Ivy een pornoactrice te maken. Ze werkte voor tal van producenten, zoals Brazzers, Hustler en Pure Play Media. In 2012 werd ze genomineerd voor de AVN Award for Best Tease Performance.

## Prijzen en nominaties
| Jaar | Prijs     | Resultaat   | Categorie                     | Voor haar optreden in           |
| ---- | --------- | ----------- | ----------------------------- | ------------------------------- |
| 2009 | AVN Award | Genomineerd | Best All-Girl Group Sex Scene | Not Bewitched XXX               |
| 2010 | AVN Award | Genomineerd | Best All-Girl Group Sex Scene | Party of Feet                   |
| 2010 | AVN Award | Genomineerd | Best Oral Sex Scene           | Jules Jordan: Feeding Frenzy 10 |
| 2012 | AVN Award | Genomineerd | Best Tease Performance        | The Bombshells                  |
| 2013 | AVN Award | Genomineerd | Best POV Sex Scene            | POV 40                          |